# Comarna, Iași
Comarna este un sat în comuna cu același nume din județul Iași, Moldova, România.